# Гонгиничи
Гонгиничи — деревня в Алёховщинском сельском поселении Лодейнопольского района Ленинградской области.

## История

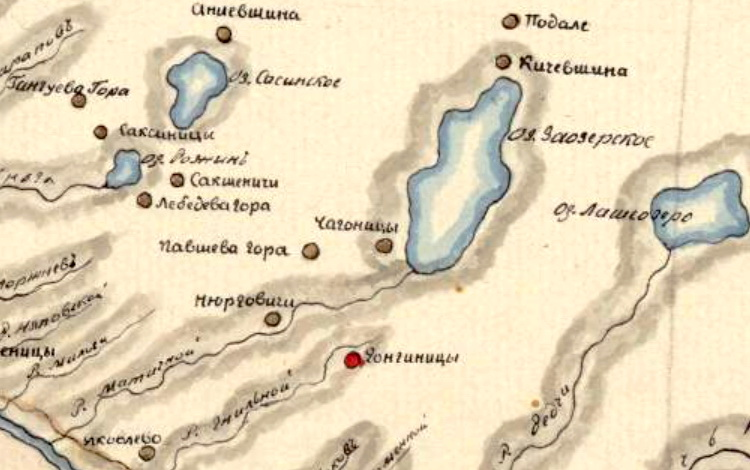
Деревня Гонгиничи на плане 1818 года

Согласно плану западной части Лодейнопольского уезда 1818 года деревня называлась Гонгиницы.

ГОНГИНИЧИ — деревня при колодцах, число дворов — 41, число жителей: 102 м. п., 102 ж. п.; Часовня православная. Мельница. Кузница. (1879 год)

ГОНГИНИЧИ — деревня при озере Ляшозере, население крестьянское: домов — 65, семей — 65, мужчин — 140, женщин — 160, всего — 300; лошадей — 45, коров — 80, прочего — 78 . (1905 год)

В конце XIX — начале XX века деревня административно относилась к Шапшинской волости 1-го стана Лодейнопольского уезда Олонецкой губернии.
С 1917 по 1922 год деревня входила в состав Гонгинского сельсовета Шапшинской волости Лодейнопольского уезда Олонецкой губернии.
С 1922 года в составе Петроградской губернии.
С 1923 года в составе Суббочинской волости Ленинградской губернии.
С февраля 1927 года вновь в составе Шапшинской волости, с августа 1927 года — районный центр Оятского района. В 1927 году население деревни составляло 324 человека.
С 1928 года в составе Алёховщинского сельсовета.
Согласно карте Ленинградской области Северо-западного аэрогеодезического треста ГГУ издания 1932 года деревня насчитывала 36 крестьянских дворов. В деревне находилась часовня.
По данным 1933 года деревня Гонгиничи входила в состав Алёховщинского сельсовета Оятского района.

Деревня Гонгиничи на карте РККА 1940 года

С 1955 года в составе Лодейнопольского района.
В 1958 году население деревни составляло 84 человека.
По данным 1966, 1973 и 1990 годов деревня Гонгиничи также входила в состав Алёховщинского сельсовета.
В 1997 году в деревне Гонгиничи Алёховщинской волости проживали 9 человек, в 2002 году — 12 человек (все русские).
В 2007 году в деревне Гонгиничи Алёховщинского СП проживали 13 человек, в 2010 году — 21, в 2014 году — 12 человек.

## География
Деревня расположена в центральной части района на автодороге 41А-009 (Лодейное Поле — Чудово).
Расстояние до административного центра поселения — 5 км.
Расстояние до ближайшей железнодорожной станции Лодейное Поле — 36 км.
К северу от деревни протекает река Большая Лублога, к югу — Милогость.

## Демография
| 1879 | 1905 | 1927 | 1958 | 1997 | 2007 | 2010 |
| ---- | ---- | ---- | ---- | ---- | ---- | ---- |
| 204  | ↗300 | ↗324 | ↘84  | ↘9   | ↗13  | ↗21  |
| 2014 | 2015 | 2016 | 2017 |      |      |      |
| ↘12  | →12  | ↗14  | →14  |      |      |      |

Национальный состав
Согласно данным Всероссийской переписи населения 2021 года в деревне проживали 106 человек, все русские.

## Инфраструктура
На 1 января 2014 года в деревне было зарегистрировано: хозяйств — 6, частных жилых домов — 28
На 1 января 2015 года в деревне зарегистрировано: хозяйств — 5, жителей — 12.

## Улицы
Ляшозеро.